# Muhayer Oktay
Muhayer Oktay (* 28. April 1999 in Hagen) ist ein deutsch-türkischer Fußballspieler.

## Karriere

### Verein
Oktay, dessen Eltern aus Muş stammen, begann seine Vereinskarriere in der Nachwuchsabteilung von FC Iserlohn und spielte anschließend der Reihe nach für die Nachwuchsabteilungen der Vereine Rot-Weiss Essen, VfL Bochum und Fortuna Düsseldorf. Zur Saison 2017/18 wurde er in den Mannschaftskader von Fortuna Düsseldorf II aufgenommen und absolvierte für diese 17 Ligaspiele.
In der Wintertransferperiode 2018/19 nahm er das Angebot vom türkischen Erstligisten Beşiktaş Istanbul an und wechselte als Profispieler in die Türkei. Sein Profidebüt gab am 23. August 2019 gegen Göztepe Izmir. Zur Rückrunde der  Saison 2019/2020  wurde er an den Zweitligisten Giresunspor ausgeliehen.

### Nationalmannschaft
Oktay entschied sich für eine Länderspielkarriere in den türkischen Nationalmannschaften und debütierte hier im April 2017 mit einem Einsatz für die türkische U-18-Nationalmannschaft. Anschließend folgten auch Einsätze bei der türkischen U-19- und bei der Türkei U-21-Nationalmannschaft.